# Larry Lewis
Lawrence Charles Lewis, detto Larry (Los Angeles, 14 novembre 1969), è un ex cestista e allenatore di pallacanestro statunitense.

## Carriera
Con gli Stati Uniti ha disputato i Giochi panamericani di Mar del Plata 1995.

## Palmarès

### Squadra
- 2 volte campione USBL (1995, 1996)

### Individuale
- MVP Liga LEB: 1

Tenerife: 2001-02
- MVP Copa Príncipe de Asturias: 1

Tenerife: 2002
- Migliore nella percentuale di tiro USBL (1995)